# Asim Vokshi
Asim Vokshi (Gjakova, Imperio otomano, 9 de diciembre de 1910 - Fuentes de Ebro, 4 de octubre de 1937) fue militar albanokosovar que combatió en las Brigadas Internacionales en la guerra civil española.

## Biografía
Vokshi nació en Gjakova, valiato de Kosovo, en el Imperio otomano. Descendía de la tribu vokshi de Voksh, cuyos orígenes se remontan a la tribu thaçi, según Robert Elsie. Después de la escuela primaria en su ciudad natal, asistió a una universidad en Escútari.
Estudió en una academia militar en Italia, de donde regresó en 1932 con el grado de segundo teniente. Fundó un grupo comunista entre jóvenes oficiales albaneses y publicó una revista en 1937, de la que sólo se publicó un número. En 1935 participó en un levantamiento contra el rey albanés Zog I en Fier y como resultado, fue arrestado y sentenciado a prisión.
Durante la guerra civil española, sirvió como oficial de Estado Mayor en el batallón Garibaldi de la XII Brigada Internacional.
Está enterrado en el cementerio de los Mártires de Escútari, Albania.

## Homenajes
Asim Vokshi fue venerado en la República Popular Socialista de Albania como un luchador comunista, y fue honrado como un héroe: numerosas calles y escuelas en Albania llevan su nombre (incluida una calle en Tirana) y la escuela secundaria de lengua extranjera. El centro cultural de su ciudad natal lleva su nombre, con un busto suyo delante de él.